# 安克·拜尔-勒夫
安克·拜尔-勒夫（德語：Anke Baier-Loef，1972年5月22日—），德国女子速度滑冰运动员。她曾代表德国参加1992年、1994年和1998年冬季奥林匹克运动会速度滑冰比赛，获得一枚银牌。